# Der fünfte Elefant
Der fünfte Elefant (Originaltitel: The Fifth Elephant) ist der vierundzwanzigste Scheibenwelt-Roman von Terry Pratchett. Er wurde 1999 veröffentlicht und wurde im Jahr 2000 für den Locus Award nominiert. Ort der Handlung ist Überwald. Der fünfte Elefant gehört zu den Stadtwachen-Geschichten, weshalb Kommandeur Mumm und seine Gattin, Lady Sybil, die prominentesten Rollen besetzen. Die Aufdeckung einer Verschwörung und damit die Sicherstellung einer Krönung sind der zentrale Erzählstrang der Geschichte. Nebenbei führt Terry Pratchett in diesem Roman die „Klacker“ ein, das Langstrecken-Semaphoren-System, welches in vielen späteren Romanen unentbehrlich wird.

## Handlung
Kommandeur Mumm, der definitiv undiplomatischste Mann der Stadt reist, in seiner Funktion als Herzog von Ankh im Auftrag von Lord Vetinari als Botschafter nach Überwald. Begleitet von Lady Sybil, dem Troll Detritus, der Zwergin Grinsi und einem dubiosen Sekretär, soll er, in einer diplomatischen Mission, Ank-Morpork bei der Krönung des niederen Königs der Zwerge repräsentieren.
Vor seiner Abreise wurde in der Stadt der bekannteste Gummifabrikant, Herr Keinesorge, ermordet und bei einem Einbruch ins Zwergenmuseum die Kopie der berühmten „Steinsemmel“ (im Original „Scone of Stone“ eine Anspielung auf den Stone of Scone) gestohlen. Dann verschwindet auch noch Feldwebel Angua und veranlasst Hauptmann Karotte, ihr zu folgen.
Kaum in Bums, der Hauptstadt von Überwald, angekommen, macht Mumm bei seinen Antrittsbesuchen Bekanntschaft mit den drei relevanten Machtfaktoren des Landes. Der Baron, Anguas Vater, repräsentiert die Werwölfe, wobei die Baronin das Sagen hat, die sich aber offenbar vor ihrem eigenen Sohn Wolfgang, einem faschistoiden Muskelprotz, fürchtet. Rhys, der zukünftige niedere König, ist ein besorgt wirkender Zwerg, der die falschen Berater hat. Schließlich Lady Margalotta, die Wortführerin der Vampire, die seit drei Jahren zu den Schwarzbandlern (eine Vampirvereinigung, die dem menschlichen Blut abgeschworen hat) gehört. Sie scheint sich als einzige über Mumms Anwesenheit zu freuen.
Der Polizist in Samuel Mumm spürt, dass ein Verbrechen in der Luft liegt und als er bei den Zwergen unschuldig nachfragt, ob sie die Steinsemmel inzwischen gefunden hätten, tritt er eine Lawine los. Sie ist tatsächlich verschwunden und die Krönung damit ernstlich in Gefahr. Auf der Steinsemmel sitzend legt der künftige König seit 1500 Jahren sein Gelübde ab. Mumm erhält inoffiziell den Auftrag bei der Suche nach der Semmel zu helfen, denn unter den Zwergen droht ein Bürgerkrieg auszubrechen.
Im Zuge der Ermittlungen stellt sich das Verschwinden der Steinsemmel als große Verschwörung zwischen Wolfgang und den Befürwortern des Vize-Königs Albrecht Albrechtson heraus. Letztendlich findet Mumm die Steinsemmel, die zwar eine perfekte Kopie aus morporkianischer Produktion ist, vom König und seinem Konkurrenten aber übereinstimmend für echt erklärt wird. Anschließend tötet Mumm in einem finalen Duell Wolfgang und stellt den Frieden wieder her.
Als Belohnung für sein erfolgreiches Eingreifen räumt der Niedere König der Zwerge Samuel Mumm besonders günstige Konditionen für Ankh-Morporks Fett-Importe (die Scheibenweltanalogie für Erdöl) der nächsten Jahre ein. Dabei zeigt sich, dass Lady Sybil erheblich besser zu verhandeln weiß als ihr Ehemann.
Statt nach der Krönung direkt in die Stadt zurückzukehren, gönnen sich Mumm und Lady Sybill noch drei Wochen Flitterwochen in Überwald. Das ist insofern gut, weil in Abwesenheit sowohl des Kommandeurs, wie von Hauptmann Karotte, die Wache unter der Leitung von Fred Colon stand, was dann doch zu erheblichen Verwerfungen geführt hat.

## Ausgaben
- Taschenbuch, Manhattan (Goldmann), 2000, ISBN 3-442-54509-9
- gekürztes Hörbuch, Sprecher: Dirk Bach, ISBN 3-89830-127-3
- ungekürzt Hörbuch, Sprecher: Michael-Che Koch